# Tú y yo (álbum de David Bisbal)
Tú y yo es el nombre del quinto álbum de estudio del cantante español David Bisbal. Fue lanzado al mercado por Universal Music y Vale Music el 18 de marzo de 2014 en España, Latinoamérica y Estados Unidos. 
El disco ha sido grabado en Los Ángeles. El primer sencillo, «Diez mil maneras», fue lanzado a la venta a través de descarga digital el 23 de enero de 2014 y en España consiguió la certificación de doble disco de platino.

## Lista de canciones
- Edición estándar

| N.º | Título                                 | Escritor(es)                                                       | Duración |  |
| 1.  | «No amanece»                           | Kike Fuentes / Vega                                                | 3:15     |  |
| 2.  | «Sí pero no»                           | Álex Cuba                                                          | 3:47     |  |
| 3.  | «Diez mil maneras»                     | Justin Gray / Johan Wetterberg / Christopher Nissen / Ximena Muñoz | 3:33     |  |
| 4.  | «Si aún te quieres quedar»             | Elsten Torres / Brendan Buckley / Ximena Muñoz                     | 4:18     |  |
| 5.  | «Tú y yo»                              | Ximena Muñoz / Tom Olbrich / Philipp Schardt / Marcus Winther-John | 3:49     |  |
| 6.  | «Mi estrella de cine»                  | David Bisbal / Amaury Gutiérrez                                    | 3:15     |  |
| 7.  | «Culpable»                             | Kike Fuentes / Vega                                                | 3:51     |  |
| 8.  | «Hombre de tu vida» (con Sandy)        | David Bisbal / David Julca / Jonathan Julca / Jorge Luis Chacín    | 3:29     |  |
| 9.  | «Burbuja»                              | David Santisteban / Alfonso Pérez                                  | 3:56     |  |
| 10. | «Lo que vendrá» (con Antonio Orozco)   | David Bisbal / Antonio Orozco / José Miguel Velásquez              | 3:16     |  |
| 11. | «Olvidé respirar» (con India Martínez) | India Martínez / David Santisteban / Joaquín Paz                   | 4:22     |  |
| 12. | «Vida, qué locura»                     | Manuel Carrasco                                                    | 3:41     |  |

- Tour Edition (Bonus Tracks)

| N.º | Título                                                                            | Escritor(es)                                                                      | Duración |  |
| 13. | «Para enamorarte de mi»                                                           | Mauricio L. Arriaga / Jorge Eduardo Murguía                                       | 3:54     |  |
| 14. | «Hoy»                                                                             | Sebastián Bazán / Diego Calviño / Marcelo Luliano / Karen Oliver / Matías Schneer | 3:01     |  |
| 15. | «Historia de un amor» (con Marco Antonio Solís - Actuación en "La Voz... México") | Carlos Eleta Almarán                                                              | 3:34     |  |
| 16. | «Fuego de noche, nieve de día» (con Paty Cantú - Actuación en "La Voz... México") | Luis Gómez Escolar / Karl Camerón / Robert Edward Rosa                            | 3:30     |  |
| 17. | «Lo que vendrá (Solo David Bisbal)»                                               | David Bisbal / Antonio Orozco / José Miguel Velásquez                             | 3:17     |  |
| 18. | «Hombre de tu vida (versión castellano)» (con Sandy)                              | David Bisbal / David Julca / Jonathan Julca / Jorge Luis Chacín                   | 3:27     |  |
| 19. | «Lo que vivimos»                                                                  | Zac Poor / Christian Nilsson / Justin Gray (Adaptación: Ximena Muñoz)             | 3:30     |  |

- Deluxe Version

| N.º | Título                               | Escritor(es)         | Duración |  |
| 15. | «Mamma (Ojos mágicos)» (Bonus track) | Juan Andrés Ossandón | 4:22     |  |

- Gold Edition (Bonus Tracks)

| N.º | Título                                           | Escritor(es)                                                                                   | Duración |  |
| 15. | «Si aún te quieres quedar» (con Cuca Roseta)     | Elsten Torres / Brendan Buckley / Ximena Muñoz (Letra adaptada por: Cuca Roseta)               | 4:16     |  |
| 16. | «Hombre de tu vida» (con Emma)                   | David Bisbal / David Julca / Jonathan Julca / Jorge Luis Chacín (Letra adaptada: Emma Marrone) | 3:27     |  |
| 17. | «Ámame» (con Emma)                               | Emma Marrone (Adaptado por Mila Ortiz)                                                         | 3:48     |  |
| 18. | «Unbreakable (Diez mil maneras) (Radio Mix)»     | Justin Gray / Johan Wetterberg / Christopher Nissen / Ximena Muñoz                             | 3:29     |  |
| 19. | «Unbreakable (Diez mil maneras) (Club Remix)»    | Justin Gray / Johan Wetterberg / Christopher Nissen / Ximena Muñoz                             | 5:20     |  |
| 20. | «Closer tonight (Freixenet 2014)»                | Elsten Torres / Brendan Buckley                                                                | 1:57     |  |
| 21. | «Closer tonight (FBT Remix)» (Fashion Beat Team) | Elsten Torres / Brendan Buckley                                                                | 3:38     |  |

- Remezclas

| N.º | Título                             | Escritor(es)                        | Duración |  |
| 1.  | «Culpable (Remix)» (con J Álvarez) | Kike Fuentes / Vega / Javid Álvarez | 3:19     |  |

## Certificación
| Listas                  | Posición | Certificación |
| ----------------------- | -------- | ------------- |
| España Albums Charts    | 1        | 2x Platino    |
| USA Latin               | 8        |               |
| México Albums Charts    | 4        | Oro           |
| Colombia Albums Charts  | 1        |               |
| Ecuador Albums Charts   | 3        |               |
| Argentina Albums Charts | 2        | Platino       |
| Venezuela Albums Charts | 1        | Oro           |
| Uruguay Albums Charts   | 6        |               |
| Rumania Albums Charts   | 5        | Oro           |
| World Albums Charts     | 9        |               |